# Willisville (Arkansas)
Willisville es un pueblo ubicado en el condado de Nevada en el estado estadounidense de Arkansas. En el Censo de 2010 tenía una población de 152 habitantes y una densidad poblacional de 36,79 personas por km².

## Geografía
Willisville se encuentra ubicado en las coordenadas 33°31′5″N 93°17′37″O / 33.51806, -93.29361. Según la Oficina del Censo de los Estados Unidos, Willisville tiene una superficie total de 4.13 km², de la cual 4.1 km² corresponden a tierra firme y (0.69%) 0.03 km² es agua.

## Demografía
Según el censo de 2010, había 152 personas residiendo en Willisville. La densidad de población era de 36,79 hab./km². De los 152 habitantes, Willisville estaba compuesto por el 82.89% blancos, el 14.47% eran afroamericanos, el 0% eran amerindios, el 0% eran asiáticos, el 0% eran isleños del Pacífico, el 2.63% eran de otras razas y el 0% pertenecían a dos o más razas. Del total de la población el 2.63% eran hispanos o latinos de cualquier raza.